# إدارة المهام
إدارة المهام هي عملية إدارة مهمة خلال دورة حياتها. يتضمن التخطيط والاختبار والتتبع وإعداد التقارير. يمكن لإدارة المهام أن تساعد الفرد على تحقيق الأهداف، أو تساعد مجموعات الأفراد على التعاون وتبادل المعرفة من أجل تحقيق الأهداف الجماعية. يتم تمييز المهام أيضًا حسب التعقيد، من الأقل إلى الأعلى.
تتطلب إدارة المهام الفعالة إدارة جميع جوانب المهمة، بما في ذلك حالتها وأولويتها ووقتها وتخصيصات الموارد البشرية والمالية وتكرارها والتبعية والإخطارات وما إلى ذلك. يمكن تجميعها معًا على نطاق واسع في الأنشطة الأساسية لإدارة المهام.
يمكن مساعدة إدارة العديد من الأفراد أو مهام الفريق من خلال برامج متخصصة، على سبيل المثال سير العمل أو برنامج إدارة المشاريع.
قد تشكل إدارة المهام جزءًا من إدارة المشروع وإدارة العمليات ويمكن أن تكون بمثابة الأساس لسير العمل الفعال في المؤسسة. مديرو المشاريع الملتزمون بالإدارة الموجهة للمهام لديهم جدول مشروع مفصل وحديث، وعادة ما يكونون جيدين في توجيه أعضاء الفريق والمضي قدما بالمشروع.

## دورة حياة المهمة
يمكن وصف حالة المهام من خلال الحالات التالية:
- مستعد
- مكلف
- تم إنهاؤه
- منتهي الصلاحية
- تم إرسالها
- بدأت
- تم الانتهاء من
- تم التحقق
- متوقف مؤقتًا
- باءت بالفشل

يصف مخطط آلة الحالة التالي الحالات المختلفة لمهمة ما خلال دورة حياتها. تمت الإشارة إلى هذا الرسم البياني من شركة IBM. يمكن العثور هنا على مخطط آلة حالة مهمة أكثر حداثة ينطبق على طريقة التسليم المستمر الحديثة.

## الأنشطة التي تدعمها المهام
باعتبارها تخصصاً، تتضمن عمليات إدارة المهام العديد من الأنشطة الأساسية. فعلى المستوى المتقدم، تتضمن هذه الإدارة أنشطة إنشائية ووظيفية ومشاريع وأداء وأنشطة خدمية أخرى.
- الأنشطة الإبداعية التي ترتبط بمرحلة إنشاء المهمة، تتضمن التخطيط للمهمة ومشاركة الأفكار، والإعداد والتوضيح والتنظيم وتحديد الأهداف والأولويات.
- الأنشطة الوظيفية التي ترتبط بتحديد المشاركين والمبيعات والجودة وغيرها، يكون هدفها ضمان إنتاج بضائع أو خدمات ذات جودة للمستهلكين. تتيح هذه الأنشطة عمليات التخطيط وإعداد التقارير والتتبع وتحديد الأولويات والإعدادات والتفويض وإدارة المهام.
- أنشطة المشروع التي ترتبط بالتخطيط وإعداد تقارير عن الوقت والتكاليف، قد تتكون من من أنشطة وظيفية عديدة لكنها دائماً ما تكون أكبر من مجموع جزئيات المشروع وذات أهداف أكثر فعالية. يجب أن تسمح أنشطة المشروع بتقسيم المشروع إلى أجزاء (مهام) وتخصيصها وإمكانية الوصول إلى قاعدة بيانات المهام.
- الأنشطة الخدمية التي ترتبط بالعملاء وتوفير الخدمات الداخلية في الشركة، تتضمن إدارة المعرفة وإدارة العلاقات مع العملاء. يجب أن تسمح هذه الأنشطة بإرفاق الارتباطات والملفات ذات العلاقة، وإدارة الوثائق وإدارة حقوق الوصول للمعلومات واستخدامها وإمكانية الوصول إلى سجلات العملاء والموظفين وإدارة الطلبات.
- أنشطة الأداء التي ترتبط بتتبع الأداء وإنجاز المهام المعينة، يجب أن تسمح بتتبع المهام حسب الزمن المخصص لكل منها والتحكم وبالتكاليف المالية والأولويات ومخططات البيانات والتقارير وتحديث حالة المهام والمشروع ومراقبة وضبط مواعيد التسليم وتوثيق الأنشطة.
- أنشطة التقارير التي ترتبط بعرض وتقديم معلومات عن الأنشطة الخمس المبينة في الرسم المرفق.

## برمجيات خاصة بإدارة المهام
تتوفر العديد من البرمجيات الخاصة بإدارة المهام، ومنها ما هو مجاني. ومنها ما هو مخصص للشركات الكبرى. وبعضها مخصص لمشاريع المفردة. كما أن البرمجيات الخاصة بإدارة المشاريع والأجندات تدعم إدارة المهام والأنشطة المتعلقة بها.
تدعم هذه البرمجيات إنشاء المهام وتصوّرها وإرسال الإشعارات وتخصيص الموارد البشرية والمالية وتحديد مدى التوافق وإمكانية التعديل والمرونة وإصدار التقارير.
- تشمل عملية إنشاء المهمة توظيف القدرات المختلفة لترجمة الأفكار إلى أفعال، بما في ذلك تحديد أنماط التعاون وخاصة في التخطيط.
- تتضمن عملية تصوّر المهام، إنجاز العروض عن المهام باستخدام نماذج القوائم ونماذج إدارة الوقت. تتضمن عملية تصوّر الأولويات إعداد التصنيفات (على سبيل المثال، الموازنة والوقت والأشخاص ذوي العلاقة) وآلية التنفيذ. أما إعداد الأجندة فيتضمن وضع جدول العمل (على سبيل المثال، توفر الأفراد ومواعيد الاجتماعات والمشاكل المحتمل أن تعترض سير العمل).
- تتضمن إعدادات الإشعارات توفير معلومات حول إرسال إشعارات بمواعيد التسليم (سواء القائمة أو المنتهية أو المؤجلة) لأشخاص أو مجموعات معينة.
- تتضمن مهام تحديد وتخصيص الموارد القدرة على تفويض المهام والأدوات لأفراد أو مجموعات من المختصين.
- تتضمن التوافقية القدرة على توفير بيئة لإدارة المهام من حيث الاتصال والتوافق مع النظم والبرمجيات والبيئات الأخرى. وتتضمن إعداد هيكلية وقيود للاتصالات التي بين بيئة إدارة الهام والنظم والبيئات والبرمجيات الأخرى.
- تتضمن الإعدادات القدرة على إضافة وحذف وإدارة الوظائف والقدرة على استخدام بيئة إدارة المهام.
- تتضمن المرونة القدرة على تنفيذ المهام بكفاءة عند تغيير عدد المستخدمين للتوافق مع بيئة محددة.
- تتضمن عملية إعداد التقارير عرض البيانات إما باستخدام الجداول أو باستخدام المخططات البيانية.